# Western (2017)
Western ist eine deutsch-bulgarisch-österreichische Koproduktion aus dem Jahr 2017. Die Premiere des unter der Regie von Valeska Grisebach entstandenen Spielfilmes war am 18. Mai 2017 in der Sektion Un Certain Regard der 70. Internationalen Filmfestspiele von Cannes. In Deutschland wurde der Film am 29. Juni 2017 am Filmfest München gezeigt. Der Kinostart erfolgte in Deutschland am 24. August 2017, in der Schweiz am 7. September 2017 und in Österreich am 3. November 2017.

## Handlung
Eine Gruppe deutscher Bauarbeiter soll in einer abgelegenen Gegend an der bulgarisch-griechischen Grenze in der Nähe eines kleinen Dorfes ein Wasserkraftwerk errichten, für das ein Fluss umgeleitet werden muss. Ein EU-Infrastrukturprojekt, über das alle Bescheid wissen – außer den Einheimischen. Die Bauarbeiten sind nicht besonders gut vorbereitet und geraten deswegen bald ins Stocken. In der Folge kommt es daher zu intensiverem Kontakt mit der einheimischen Bevölkerung; beide Gruppen – deutsche Bauarbeiter und Einheimische – sprechen nur schlecht Englisch, man versucht sich durch Gesten zu verständigen.
Zunächst ist der Bautrupp dem Misstrauen der Einheimischen sowie ihren eigenen Vorurteilen ausgesetzt. Dazu trägt auch der Konflikt um den Eingriff in die regionale Ökologie bei, da in der Gegend das Wasser knapp ist und der Kraftwerksbau die Situation verschlimmert. Zwischen dem Bauleiter Vincent und seinem Mitarbeiter Meinhard entwickelt sich ein Zweikampf um die Anerkennung der Dorfgemeinschaft. Meinhard geht auf die Dorfgemeinschaft zu und kommt beim Dorfoberen Adrian, aber auch bei einigen Frauen gut an. Vincent befürchtet, dass ihm Meinhard die Vorherrschaft streitig machen könnte.

## Produktion
Die Dreharbeiten fanden von Juli bis September 2015 statt, gedreht wurde in Bulgarien im zur Gemeinde Chadschidimowo gehörenden Dorf Petrelik im Oblast Blagoewgrad sowie in Deutschland. Unterstützt wurde der Film vom Medienboard Berlin-Brandenburg, der Mitteldeutschen Medienförderung, dem Deutschen Filmförderfonds, dem Bulgarian National Film Center und dem Österreichischen Filminstitut, beteiligt waren das ZDF und ARTE. Produziert wurde der Film von der deutschen Komplizen Film, Koproduzenten waren die bulgarischen Chouchkov Brothers sowie die österreichische coop99. Für das Szenenbild zeichnete Beatrice Schultz verantwortlich, für das Kostümbild Veronika Albert und für den Ton Uve Haußig. Nach Mein Stern (2001) und Sehnsucht (2006) handelt es sich um den dritten Spielfilm von Valeska Grisebach.
Der Film wurde 2018 im Rahmen der Edition österreichischer Film von Hoanzl und dem Standard auf DVD veröffentlicht.

## Festivals (Auswahl)
- Internationale Filmfestspiele von Cannes 2017 – Sektion Un Certain Regard
- Internationale Filmfestspiele von Venedig 2017
- Toronto International Film Festival 2017 – Sektion Contemporary World Cinema
- Viennale 2017

## Auszeichnungen und Nominierungen (Auswahl)
- 2017: Festival des deutschen Films – Ludwigshafener Filmkunstpreis[6]
- 2017: Günter-Rohrbach-Filmpreis – Filmpreis sowie Preis der Saarland Medien GmbH an Bernhard Keller (Kamera)[7][8]
- 2018: Preis der deutschen Filmkritik 2017 – Auszeichnungen in den Kategorien Bester Spielfilm und Bester Darsteller (Meinhard Neumann)[9]
- 2018: Deutscher Filmpreis 2018 – Filmpreis in Bronze in der Kategorie Bester Spielfilm, Nominierung für die Beste Regie
- 2018: Deutscher Regiepreis Metropolis – Nominierung in der Kategorie Beste Regie Kinofilm[10]
- 2018: International Istanbul Film Festival – Auszeichnung mit der Goldenen Tulpe
- 2018: Tromsø Internasjonale Filmfestival – Auszeichnung mit der Aurora[11]

## Rezeption
Bert Rebhandl meinte in der Frankfurter Allgemeinen Zeitung: „Meinhard Neumann […] oder der großartige Syuleyman Alilov Letifov […] sind das, was man missverständlich Laiendarsteller nennen würde. Sie spielen im Wesentlichen sich selbst, in einer körperlichen Präsenz, die all das in sich verschließt, was für das Begreifen einen gewissen Sinn verlangt, einen siebten Sinn, wenn man so will. […] Einen Sinn, der sich darauf verlässt, dass man die Menschen und die Dinge erreicht, wenn man sich nur Zeit nimmt. Dem Film sieht man in jeder Minute den langen Atem an, den sich die Produktion geleistet hat.“ Er urteilte: „‚Western‘ ist einer der besten – und schönsten – deutschen Filme seit langer Zeit, weil er sich an den Grenzen von Europa für die ganze Welt öffnet.“
Hannah Pilarczyk schrieb auf Spiegel Online: „Bei ihr werden deutsche Bauarbeiter zu Cowboys am Rande von Europa: Nur sehr selten macht Valeska Grisebach Filme. Aber wenn, dann werden sie beglückend schön – so wie ihr neuester Western. […] Es mag sich nicht nach dem wohl schönsten deutschen Film des Jahres anhören, doch Western ist es.“
Katja Nicodemus urteilte in der Zeit: „Dass man die existenzielle Einsamkeit dieser Männer genauso physisch zu spüren meint wie die drückende Hitze über dem Tal oder die Kälte der im Fluss gekühlten Bierdosen, liegt an der besonderen Ästhetik und Machart der Geschichte. Sie ist zugleich alltäglich, archaisch und mythisch: Eindrücklich komponierte Landschaftsbilder treffen auf eine präzise entwickelte Dramaturgie. Und die Spielfreude der allesamt nicht professionellen Darsteller verschmilzt mit der kunstvollen Künstlichkeit, die ein Film namens Western braucht.“
Hanns-Georg Rodek bezeichnete den Film in der Tageszeitung Die Welt als „schönsten Männerfilm des Jahres“ und befand, dass er vieles zugleich sei: „ein zeitgenössischer Euro-Western, eine Erforschung von Maskulinität in unserer Zeit, eine Versuchsanordnung für das Aufeinandertreffen mit etwas Fremdem, ein Zusammenstoß der Kulturen im vereinten Europa.“